# Šókó
Šókó (japonsky 称光天皇, Šókó-tennó, 12. května 1401 – 30. srpna 1428) byl 101. císař Japonska v souladu s tradičním pořadím posloupnosti. Vládl od 5. října 1412 do své smrti 30. srpna 1428.
Princ, jehož osobní jméno (imina) před nástupem na trůn znělo Mihito (původně psáno 躬仁, později 実仁), byl nejstarším synem 100. císaře Go-Komacua. Jelikož neměl žádné vlastní děti, nastoupil po něm na Chryzantémový trůn jeho bratranec ze třetího kolena a pravnuk panovníka Severního dvora císaře Sukōa, princ Hikohito (彦仁親王), později císař Go-Hanazono. Císařské jméno Šókó bylo utvořeno z prvních písmen jména 48. a 49. císařského panovníka, císařovny Šótoku (称徳) a císaře Kónina (光仁).

## Události za Šókóova života
Princ Mihito se stal císařem poté, co jeho otec, císař Go-Komacu, nedodržel dohodu o střídání příslušníků severní (Džimjóin) a jižní (Daikakudži) bratrské linie na japonském trůnu a 5. října 1412 mu přenechal nástupnictví. „Důchodce“ Go-Komacu pak během Šókóova panování vládl jako klášterní císař. Když Mihito formálně převzal roli hlavy Vnitřního paláce Dairi neboli císařova obydlí, bylo mu pouhých 12 let. Císařský dvůr však nadále řídil Go-Komacu a všeobecnou správou všech záležitostí byl pověřen šógun Jošimoči Ašikaga. Slavnostního uvedení na trůn se Šókó dočkal až dva roky poté, co se stal císařem, 29. ledna 1415.
V roce 1418 nařídil šógun Jošimoči Ašikaga přestavbu svatyně Asama na úpatí posvátné hory Fudži v provincii Suruga.
Ve dnech 20. června až 3. července 1419 proběhla korejská invaze do provincie Cušima, takzvaná invaze Óei. Byla namířena proti japonským pirátům wo-kchou, kteří měli své základny na ostrově Cušima, jenž se nachází uprostřed Cušimského průlivu mezi Korejským poloostrovem a japonským ostrovem Kjúšú.
V roce 1423 předal 4. šógun ašikagského šógunátu Jošimoči Ašikaga úřad šóguna svému tehdy 17letému synovi Jošikacuovi. Ten však již 17. března 1425 umírá. Říši tak spravoval pouhé dva roky. Úřad šóguna proto musel opět převzít jeho otec Jošimoči. Sám zemřel ve věku 43 let 3. února 1428. 
Dne 30. srpna téhož roku zemřel ve svých 27 letech i císař Šókó. Kronika Nihon Ódai Ičiran (日本王代一覧) neboli Letopisy japonských císařů k příčině jeho smrti uvádí, že se císař „zabýval magií a kultem démonů“.
Císař Šókó je spolu s dalšími 11 císaři pohřben v mauzoleu Fukakusa no kita no misasagi (深草北陵) v kjótské čtvrti Fušimi-ku.

## Rodina
Jelikož císař Šókó neměl žádného vlastního dědice, vybral klášterní císař Go-Komacu Šókóova bratrance ze třetího kolena, prince Hikohita, aby jej Šókó adoptoval jako dědice. Princ Hikohito, pozdější císař Go-Hanazono, usedl na Chryzantémový trůn 7. září 1428. Bylo mu 10 let.